# Espacio esférico tridimensional
En matemáticas, un espacio esférico tridimensional o 3-variedad esférica M es un tipo de 3-variedad de la forma
{\displaystyle M=S^{3}/\Gamma }
donde {\displaystyle \Gamma } es un subgrupo finito del grupo ortogonal SO(4) actuando libremente mediante rotaciones sobre una 3-esfera {\displaystyle S^{3}}. Todas estas variedades son primas, orientables y cerradas. Las 3 variedades esféricas a veces se denominan 3-variedades elípticas o variedades de Clifford-Klein.

## Propiedades
Una 3-variedad esférica {\displaystyle S^{3}/\Gamma } posee un grupo fundamental isomorfo finito de Γ sobre sí mismo. La conjetura de eliptización, probada por Grigori Perelmán, establece que, a la inversa, todas las 3-variedades compactas con grupo fundamental finito son variedades esféricas.
El grupo fundamental es cíclico, o es una extensión central de un grupo diedral, tetraedral, octaedral o icosaedral por un grupo cíclico de orden par. Esto divide el conjunto de tales variedades en 5 clases, que se describen en las siguientes secciones.
Las variedades esféricas son exactamente aquellas que poseen geometría esférica, una de las 8 geometrías de la conjetura de geometrización de Thurston.

## Caso cíclico (espacios de lentes)
Los colectores {\displaystyle S^{3}/\Gamma } con & Gamma; cyclic son precisamente los  lens space tridimensionales. Un espacio de lentes no está determinado por su grupo fundamental (hay espacios de lentes que no son homeomorfismo con grupos fundamentales isomorfismo); pero cualquier otra variedad esférica lo es.
Los espacios de lentes tridimensionales surgen como cocientes de {\displaystyle S^{3}\subset \mathbb {C} ^{2}} por
la acción del grupo que es generada por elementos de la forma
{\displaystyle {\begin{pmatrix}\omega &0\\0&\omega ^{q}\end{pmatrix}}.}
donde {\displaystyle \omega =e^{2\pi i/p}}. Tal espacio de lente {\displaystyle L(p;q)} tiene un grupo fundamental {\displaystyle \mathbb {Z} /p\mathbb {Z} } para todo {\displaystyle q}, por lo que los espacios con diferentes {\displaystyle p} no son homotópicamente equivalentes.
Además, las clasificaciones hasta el homeomorfismo y la equivalencia de homotopía se conocen como sigue. Los espacios tridimensionales {\displaystyle L(p;q_{1})} y {\displaystyle L(p;q_{2})} son:
1. Homotópicamente equivalentes si y solo si {\displaystyle q_{1}q_{2}\equiv \pm n^{2}{\pmod {p}}} para algunos {\displaystyle n\in \mathbb {N} ;}
2. Homeomórficos si y solo si {\displaystyle q_{1}\equiv \pm q_{2}^{\pm 1}{\pmod {p}}.}

En particular, los espacios de la lente "L" (7,1) y "L" (7,2) dan ejemplos de dos 3-variedades que son homotópicamente equivalentes pero no homeomórficas.
El espacio de la lente L (1,0) es el espacio de las 3 esferas, y el espacio de la lente L (2,1) es el espacio proyectivo real de 3 dimensiones.
Los espacios de la lente se pueden representar como un fibrado de Seifert de muchas maneras, generalmente como espacios de fibra sobre la 2-esfera con como máximo dos fibras excepcionales, aunque el espacio de la lente con un grupo fundamental de orden 4 también tiene una representación como un espacio de fibrado de Seifert sobre el plano proyectivo sin fibras excepcionales.

## Caso diedro (variedades prismáticas)
Una variedad prismatica es una variedad 3-dimensional m cerrada cuyo grupo fundamental es una extensión central de un grupo diedro.
El grupo fundamental π1 (m) de m es un producto de un grupo cíclico de orden m con un grupo que tiene presentación
{\displaystyle \langle x,y\mid xyx^{-1}=y^{-1},x^{2^{k}}=y^{n}\rangle }
para enteros k, m, n con k ≥ 1, m ≥ 1, n ≥ 2 y m coprimo con respecto a 2n.
Alternativamente, el grupo fundamental tiene presentación
{\displaystyle \langle x,y\mid xyx^{-1}=y^{-1},x^{2m}=y^{n}\rangle }
para enteros coprimos m, n con m ≥ 1, n ≥ 2 (la n aquí es igual a la n anterior, y la m aquí es 2k-1 veces la m anterior).
Continunado con esta última presentación, este grupo es un grupo metacíclico de orden 4mn con un subgrupo conmutador de orden 4m (por lo que m y n están ambos determinados por este grupo).
El elemento y genera un subgrupo normal cíclico de orden 2n, y el elemento x tiene orden 4m. El centro es cíclico de orden 2m y es generado por x2, y el cociente por el centro es el grupo diedral de orden 2n.
Cuando m = 1 este grupo es un diedro binario o grupo dicíclico. El ejemplo más simple es m = 1, n = 2, cuando π1 (m) es el grupo cuaternión de orden 8.
Las variedades de prisma están determinadas de forma única por sus grupos fundamentales: si una variedad tridimensional cerrada tiene el mismo grupo fundamental que una variedad de prismas m, es homeomórfica a m.
Las variedades prismáticas se pueden representar como un fibrado de Seifert de dos formas.

## Caso tetraédrico
El grupo fundamental es un producto de un grupo cíclico de orden m con un grupo que tiene presentación
{\displaystyle \langle x,y,z\mid (xy)^{2}=x^{2}=y^{2},zxz^{-1}=y,zyz^{-1}=xy,z^{3^{k}}=1\rangle }
para enteros k, m con k ≥ 1, m ≥ 1 y m coprimo con respecto a 6.
Alternativamente, el grupo fundamental tiene presentación
{\displaystyle \langle x,y,z\mid (xy)^{2}=x^{2}=y^{2},zxz^{-1}=y,zyz^{-1}=xy,z^{3m}=1\rangle }
para un entero impar m ≥ 1 (la m aquí es 3k-1 veces la m anterior).
Continuando con esta última presentación, este grupo tiene orden de 24m. Los elementos x e y generan un subgrupo normal isomorfo al grupo cuaternión de orden 8. El centro es cíclico de orden 2m. Es generado por los elementos z3 y x2 = y2, y el cociente por el centro es el grupo tetraédrico, equivalentemente, el grupo alternante A4.
Cuando m = 1 este grupo es el grupo tetraédrico binario.
Estas variedades están determinadas únicamente por sus grupos fundamentales. Todos se pueden representar de una manera esencialmente única como fibrados de Seifert: la variedad del cociente es una esfera y se presentan 3 fibras excepcionales de órdenes 2, 3 y 3.

## Caso octaédrico
El grupo fundamental es producto de un grupo cíclico de orden m coprimo con respecto a 6 con el grupo octaédrico binario (de orden 48) que tiene la presentación
{\displaystyle \langle x,y\mid (xy)^{2}=x^{3}=y^{4}\rangle .}
Estas variedades están determinadas únicamente por sus grupos fundamentales. Todos se pueden representar de una manera esencialmente única como fibrados de Seifert: la variedad del cociente es una esfera y hay 3 excepciones con fibras de órdenes 2, 3 y 4.

## Caso icosaédrico
El grupo fundamental es producto de un grupo cíclico de orden m coprimo con respecto a 30 con el grupo icosaédrico binario (orden 120) que tiene la presentación
{\displaystyle \langle x,y\mid (xy)^{2}=x^{3}=y^{5}\rangle .}
Cuando m es 1, la variedad es la esfera homológica.
Estas variedades están determinadas únicamente por sus grupos fundamentales. Todas se pueden representar de una manera esencialmente única como espacios de fibras de Seifert: la variedad del cociente es una esfera y hay 3 fibras excepcionales de órdenes 2, 3 y 5.